# Васіліос Деметіс
Васіліос Деметіс (12 травня 1983) — грецький плавець.
Учасник Олімпійських Ігор 2008 року.